# Franz Grégoire
Pour les articles homonymes, voir Grégoire.
Franz Norbert Marie Joseph Antoine Ghilain Grégoire (né à Sombreffe, le 16 aout 1898 ; mort à Erps-Kwerps, le 10 octobre 1977) est un théologien et philosophe belge, professeur à l'université catholique de Louvain (UCL).

## Biographie
Neveu du chanoine et  biologiste Victor Grégoire, Franz effectue des humanités gréco-latines, puis des études de philosophie préparatoires au petit séminaire de Bonne-Espérance. Il continue ensuite sa formation théologique au grand séminaire de Tournai et est ordonné prêtre en 1921.
On l'envoie approfondir ses études de théologie à l'UCL, où il présente en 1923 un mémoire de licence consacré à Philon d'Alexandrie. Docteur en théologie en 1925, Franz Grégoire devient, l'année suivante, professeur de religion et d'histoire au collège Saint-Augustin d'Enghien. En 1927, il est nommé professeur de philosophie au petit séminaire de Bonne-Espérance.
À l'invitation de Mgr Léon Noël, président de l'Institut supérieur de philosophie, Grégoire est nommé maitre de conférences en religion à l'UCL en 1932, puis chargé de cours en 1936. Répondant à l'appel du cardinal Van Roey, le recteur de l'UCL, Mgr Paulin Ladeuze, propose à la Faculté de théologie la création d'une chaire consacrée aux « pseudo-mystiques contemporaines », c'est-à-dire aux fondements idéologiques du fascisme, du nazisme ou encore du communisme. Cette chaire est confiée à Franz Grégoire, qui devient professeur ordinaire en 1938. Il donne aussi des cours sur le communisme à l'École de guerre, de philosophie de la religion en Faculté de théologie, de sciences religieuses dans d'autres instituts ou écoles de l'UCL, ou encore sur la philosophie religieuse de Feuerbach au collège philosophique des Pères jésuites à Louvain.
D'une santé fragile, Franz Grégoire est contraint d'abandonner une partie de ses cours à partir de 1958. Il demande et obtient l'éméritat en 1962. Élu correspondant de la Classe des lettres de l'Académie royale des sciences, des lettres et des beaux-arts de Belgique depuis 1953, il en devient membre le 10 juin 1963. Il lutte contre la maladie, jusqu'à sa mort survenue le 10 octobre 1977.

## Travaux
Ses premiers travaux sont consacrés à Philon d'Alexandrie. Franz Grégoire dépose en 1924 une thèse de doctorat intitulée La doctrine de la grâce et la doctrine de la foi dans la philosophie judéo-alexandrine et chez saint Paul. Il s'intéresse ensuite à l'histoire des religions et de la philosophie antique.
Grégoire se concentre par la suite sur son cours consacré aux « mystiques contemporaines ». L'essentiel de ses publications dans ce domaine concerne le communisme et ses bases philosophiques. Franz Grégoire présente la pensée communiste de façon rigoureuse et impartiale, de l'avis même de lecteurs du bloc de l'Est. Une partie importante de ses études est consacrée à la conception hégélienne de l'État et à divers aspects de la logique constitutive de la systématique hégélienne. Une autre partie de ses écrits porte sur l'influence de la pensée de Feuerbach sur celle de Karl Marx.
Grégoire s'intéresse enfin à d'autres problèmes plus traditionnels de la philosophie, à l'expérience religieuse, à la pensée d'Henri Bergson et d'Édouard Le Roy, à la métaphysique ou encore à la philosophie de la nature.

## Publications
- Franz Grégoire, Aux sources de la pensée de Marx : Hegel, Feuerbach, Louvain, Éditions de l'Institut supérieur de philosophie, coll. « Bibliothèque philosophique de Louvain » (no 7), 1947, 204 p.
- Franz Grégoire, La pensée communiste, Louvain, Éditions universitaires, 1950-1955.
- Franz Grégoire, L'intuition selon Bergson : étude critique, Louvain, Publications universitaires de Louvain, 1950.
- Franz Grégoire, Études hégéliennes : les points capitaux du système, Louvain, Publications universitaires de Louvain, coll. « Bibliothèque philosophique de Louvain » (no 19), 1958, IX-411 p.